# Óscar Trelles Montes
Julio Óscar Trelles Montes (Andahuaylas, 23 de agosto de 1904-Lima, 2 de octubre de 1990) fue un médico y político peruano. Se desempeñó como Presidente del Consejo de Ministros y Ministro de Gobierno y Policía de julio a diciembre de 1963, en el primer gobierno del presidente Fernando Belaúnde Terry. También fue ministro de Salud Pública y Asistencia Social (1945-1946), senador de la República (1980-1985) y presidente del Senado (1980-1981).

## Carrera profesional
Fue hijo de Juan Antonio Trelles y María Antonia Montes. Realizó sus estudios secundarios en las ciudades del Cusco y Lima; viajó luego a Francia, donde siguió la carrera de medicina en la Universidad de París hasta graduarse de doctor en 1935.
Trabajó en París en la fundación Dejerine, desde 1930 hasta 1935, con el profesor Jean Lhermitte, bajo cuya dirección con F. Masquin publicaron el libro Précis d'anatomo-physiologie normale et pathologique du système nerveux. Su labor en el campo de la Medicina mereció, en atención a sus trabajos de clínica psiquiátrica, que la Sociedad Médico–Psicológica de París le diera el premio Trevel en 1934.
Después de intensa actividad científica regresó al Perú, en 1936. Revalidó su grado en la Universidad Nacional Mayor de San Marcos presentando una tesis sobre los “Reblandecimientos protuberanciales”, que mereció el premio de la Academia Nacional de Medicina. Casi inmediatamente comenzó a trabajar en el asilo de incurables "El refugio" en el que creó el primer hospital neurológico en el Perú, llamado Santo Toribio de Mogrovejo, del que fue director  (1940-1974). Gracias a su impulso este hospital se puso a la vanguardia de los conocimientos modernos en neurociencias a nivel nacional (actualmente Instituto Nacional de Ciencias Neurológicas (INCN) "Oscar Trelles Montes").
Optó también por la carrera docente y fue catedrático de Neurología en San Marcos (1936-1961). Fue uno de los fundadores de la Universidad Peruana Cayetano Heredia.
Junto con Honorio Delgado fundó en 1938 la Revista de Neuropsiquiatría.

## Carrera política

### Inicios
Se desempeñó como Ministro de Salud Pública y Asistencia Social, en el primer gabinete ministerial del presidente José Luis Bustamante y Rivero, del 28 de julio de 1945 a 23 de enero de 1946.
Fue uno de los fundadores del Partido Social Republicano en 1948, junto con Jorge Basadre, Javier de Belaúnde, Arturo Osores y Julio Villegas. Dicho partido tuvo vida efímera, pero sus dirigentes pasaron luego a formar otros partidos, como la Democracia Cristiana y Acción Popular. En este último precisamente, fundado en 1956, fue donde Trelles empezó a militar, llegando a ser su secretario general en el período de 1958 a 1959 y en el de 1965 a 1967.

### Primer Gobierno de Belaúnde
Al iniciarse el primer mandato del arquitecto Fernando Belaúnde Terry en julio de 1963 fue designado Ministro de Gobierno y Presidente del Consejo de Ministros. Renunció a fines de ese año tras ser censurado en el parlamento por los sucesos violentos ocurridos meses atrás en el Cusco y en la hacienda Mollebamba. En esa zona, los campesinos que exigían la reforma agraria habían realizado tomas de tierras, desatándose un enfrentamiento con los propietarios, lo que dejó un saldo de 7 muertos y 22 heridos. Este suceso fue explotado por la Coalición aprista-odriísta del Congreso para atacar al gobierno y traerse abajo al gabinete ministerial.
Luego se desempeñó como embajador del Perú en Francia, entre 1964-1965 y 1973-1975.

### Últimos años
Al producirse el retorno a la democracia, fue elegido Senador para el período de 1980 a 1985. Ejerció la presidencia de su Cámara de julio de 1980 a julio de 1981.
Posteriormente, retornó a su profesión médica en el Hospital Santo Toribio de Mogrovejo.

## Publicaciones
- Les Ramollissements protubérantiels (Paris, 1933).
- Précis d'anatomo-physiologie normale et pathologique du système nerveux central (París, 1937, 4.º edición, 1967), en colaboración con F. Masquin.
- Jean Lhermitte. Vida y obra (1939).
- La oliva bulbar. Estructura, función, patología (1944), distinguida con el Premio Nacional de Fomento a la Cultura.

## Premios y distinciones
- Premio Nacional de Fomento a la Cultura (1943),
- Premio Nacional de Cultura (1980) en la especialidad de Ciencias Biológicas y Naturales.
- Gran Cruz de la Orden El Sol del Perú (1963).
- Gran Cruz de la Orden Hipólito Unanue (1963).
- Gran Cruz de la Orden Nacional del Mérito, París (1965).
- Comendador de la Legión de Honor francesa (1970).
- Doctor honoris causa de la Universidad de Aix-en-Provence (1965).
- Profesor emérito de la Universidad Peruana Cayetano Heredia (1974).
- Doctor honoris causa de la Universidad John F. Kennedy de Buenos Aires (1976).
- Doctor honoris causa de la Universidad La Sorbona, en París (1977).
- Miembro de la Academia Nacional Francesa de Medicina.
- Profesor honorario de la Facultad de Medicina de Santiago de Chile (1959).